# Točná
Tocna (Točná en checo, pronunciado "Tochna" en checo) es una localidad situada dentro del área metropolitana de Praga, es conocida por su aeródromo deportivo. Cuenta con una reserva natural y con ruinas celtas protegidas. Está compuesta por 31 calles y 431 direcciones, en la actualidad hay 679 personas empadronadas.

## Aeródromo
El aeródromo deportivo de Tocna, fue inaugurado el 31 de marzo de 1946, es famoso por ser la base de los escenarios de la serie de televisión checa, Aeropuerto (Letiště).

## Galería

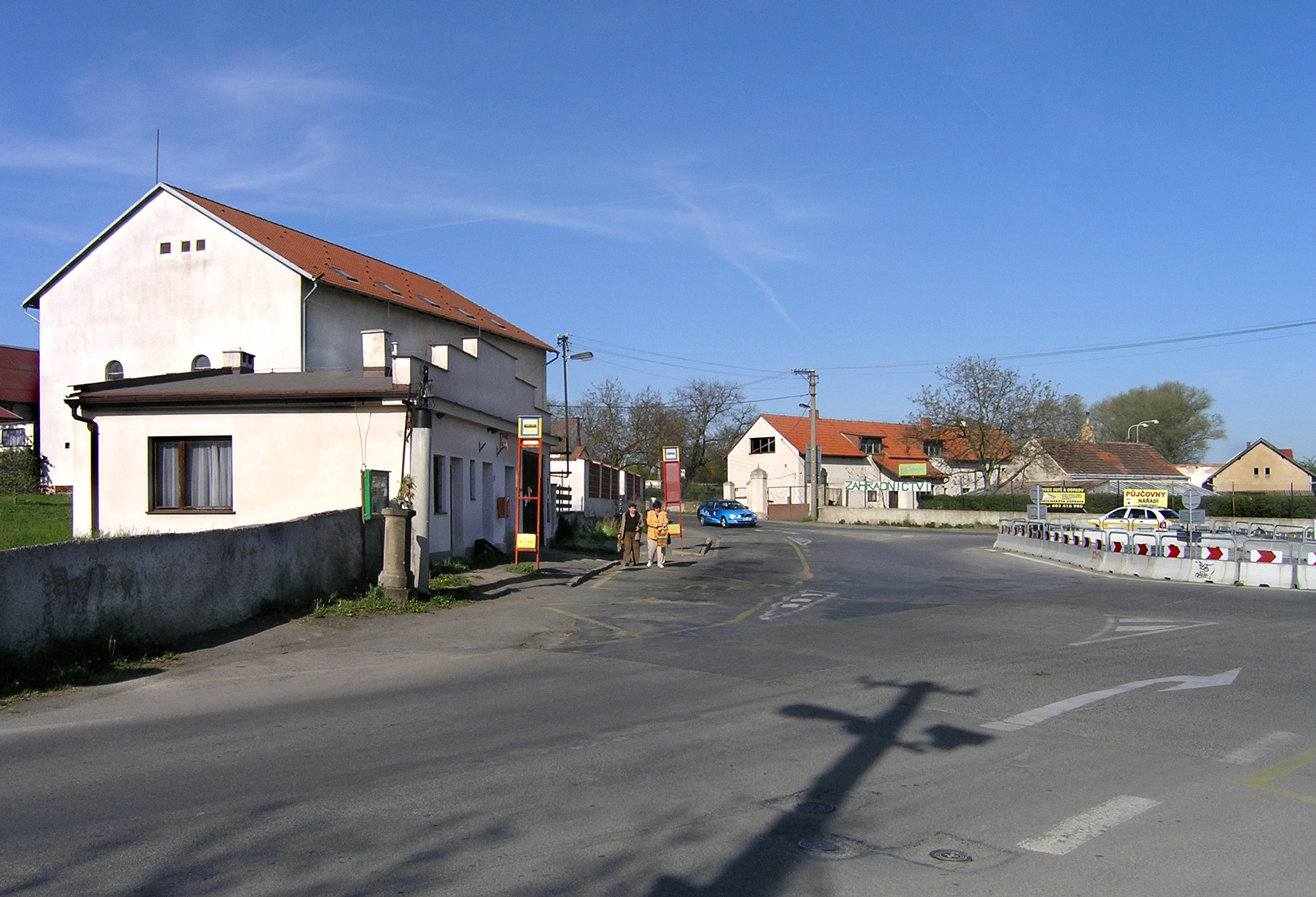
Autobús de Tocna
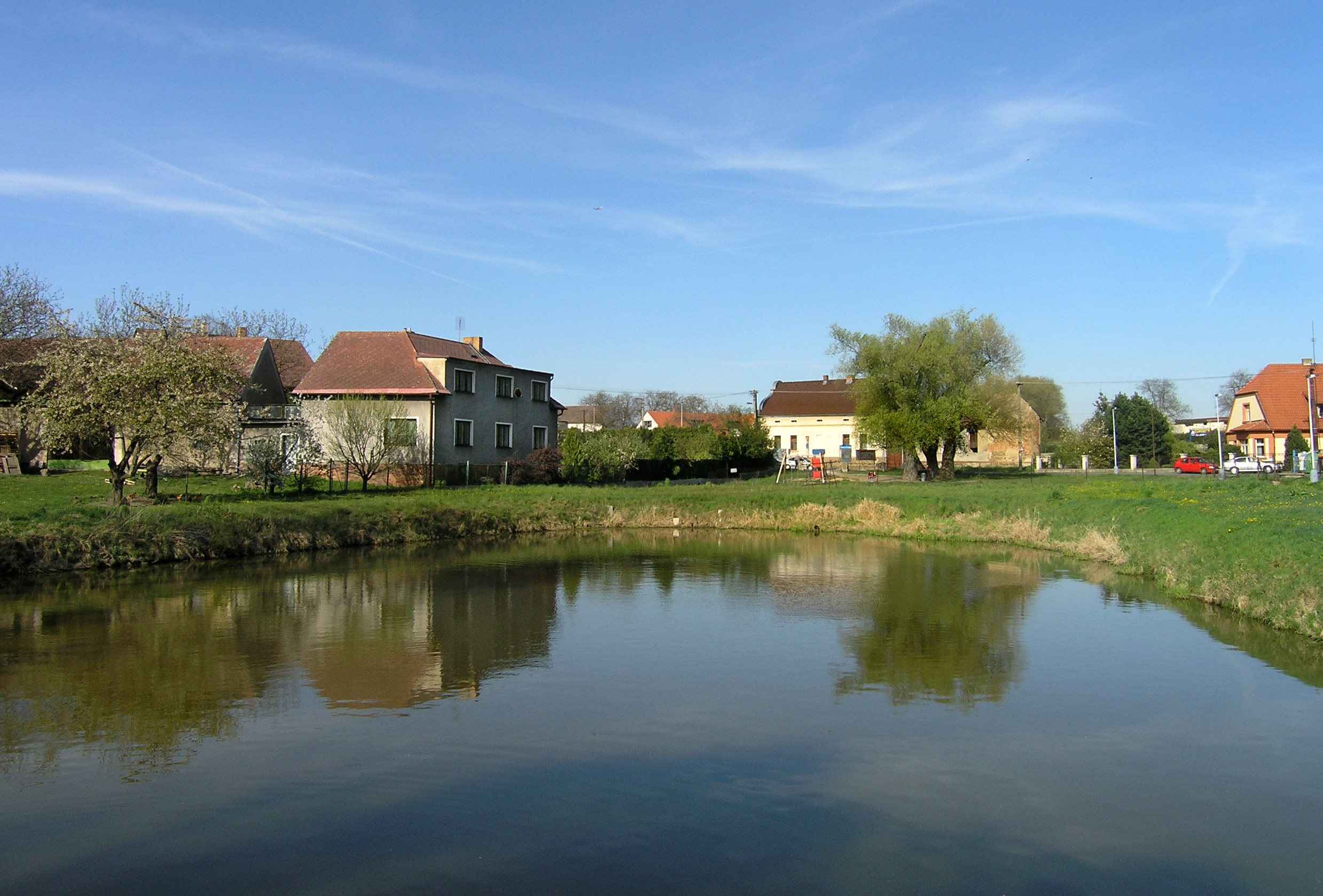
Náves
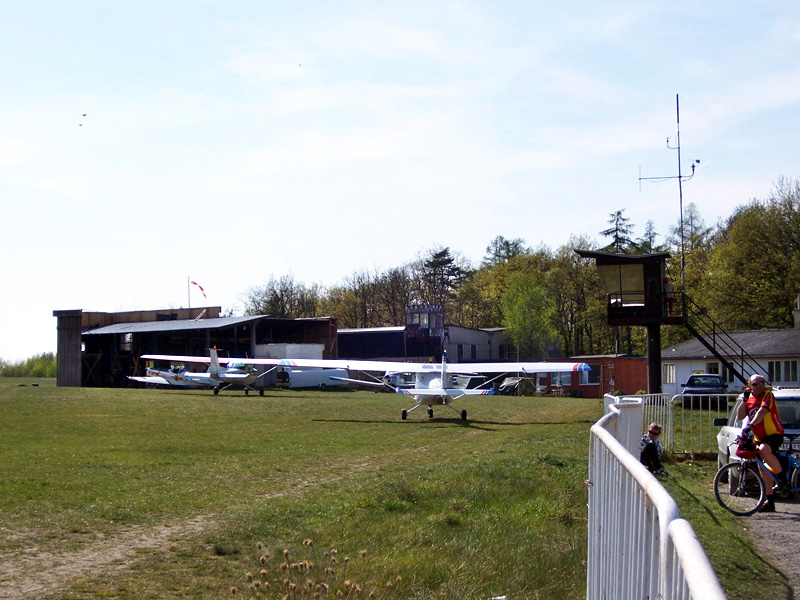
Aeródromo deportivo de Tocna